# Governació d'Asyut
La governació d'Asyut (àrab: محافظة أسيوط, muḥāfaẓat Asyūṭ) és una de les governacions o muhàfadhes d'Egipte. S'estén per prop de 120 km al llarg de les ribes del Nil. La capital de la província és la ciutat d'Asyut. Ocupa una superfície de 1553 km² i l'any 2006 tenia 3.441.597 habitants.
El nom d'Asyut (àrab: أسيوط) deriva de l'antiga llengua egípcia Zawty (Z3JW.TJ), que va derivar a Səyáwt i posteriorment a la paraula copta ⲥⲓⲟⲟⲩⲧ, ⲥⲓⲱⲟⲩⲧ, Siōwt.

## Estadístiques
- Àrea total: 1.553 km².
- Percentatge de la superfície d'Egipte: 2,6%.
- Població: uns 3,5 milions (Homes 51,21%; Dones 48,79%).
- Densitat de població: 2.216,09 hab./km².
- Població rural: 2,2 milions; població urbana: 0,9 milions.
- Percentatge respecte a la població total d'Egipte: 4,3%.
- Creixement de la població: 2,6% per any.
- Divisions administratives de la governació d'Asyut: 11 localitats, 52 unitats administratives locals, 235 pobles petits, i 971 poblats.[2]

## Llocs d'interès
A la governació d'Asyut hi ha les tombes de Meir i la ciutat de Durunka, que és un lloc de peregrinació per a molts coptes que venen a visitar un monestir dedicat a la Mare de Déu.